# Mistrzostwa Świata w Piłce Nożnej 2026 (eliminacje strefy CONCACAF)/Trzecia runda
Ten artykuł dotyczy przyszłego wydarzenia sportowego. Informacje w nim zawarte zmienią się w przyszłości.
W trzeciej rundzie bierze udział 12 zespołów (6 zwycięzców grup oraz zespołów z drugich miejsc) z poprzedniej rundy. Zostały one podzielone na trzy grupy. Każda z grup liczy cztery zespołów. Zwycięzcy grup wywalczą bezpośredni awans do finałów MŚ 2026, natomiast dwa najlepsze zespoły zakwalifikują się do baraży interkontynentalnych. Mecze są rozgrywane od września do listopada 2025.

## Grupa A

### Tabela
| Lp. | Drużyna   | M | Z | R | P | B+ | B– | +/– | Pkt | Kwalifikacja                                 |       | Panama | Salwador | Gwatemala | Surinam |
| --- | --------- | - | - | - | - | -- | -- | --- | --- | -------------------------------------------- | ----- | ------ | -------- | --------- | ------- |
| 1   | Panama    | 0 | 0 | 0 | 0 | 0  | 0  | 0   | 0   | Awans na Mistrzostwa Świata 2026             |       |        | 18 lis   | 8 wrz     | 14 paź  |
| 2   | Salwador  | 0 | 0 | 0 | 0 | 0  | 0  | 0   | 0   | Możliwy awans do baraży interkontynentalnych |       | 10 paź |          | 14 paź    | 8 wrz   |
| 3   | Gwatemala | 0 | 0 | 0 | 0 | 0  | 0  | 0   | 0   |                                              |       | 13 lis | 4 wrz    |           | 18 lis  |
| 4   | Surinam   | 0 | 0 | 0 | 0 | 0  | 0  | 0   | 0   |                                              | 4 wrz | 13 lis | 10paź    |           |         |

### Mecze
| 5 września 202501:30 CEST | Surinam |  | Panama | Dr. Ir. Franklin Essed Stadion, Paramaribo |
| 5 września 202501:30 CEST |         |  |        | Dr. Ir. Franklin Essed Stadion, Paramaribo |

| 5 września 202504:00 CEST | Gwatemala |  | Salwador | Estadio Cementos Progreso, Gwatemala |
| 5 września 202504:00 CEST |           |  |          | Estadio Cementos Progreso, Gwatemala |

| 9 września 202502:30 CEST | Salwador |  | Surinam | Estadio Cuscatlán, San Salvador |
| 9 września 202502:30 CEST |          |  |         | Estadio Cuscatlán, San Salvador |

| 9 września 202503:30 CEST | Panama |  | Gwatemala | Estadio Rommel Fernández, Panama |
| 9 września 202503:30 CEST |        |  |           | Estadio Rommel Fernández, Panama |

| 10 października 2025CEST | Salwador |  | Panama |  |
| 10 października 2025CEST |          |  |        |  |

| 10 października 2025CEST | Surinam |  | Gwatemala |  |
| 10 października 2025CEST |         |  |           |  |

| 14 października 2025CEST | Panama |  | Surinam |  |
| 14 października 2025CEST |        |  |         |  |

| 14 października 2025CEST | Salwador |  | Gwatemala |  |
| 14 października 2025CEST |          |  |           |  |

| 13 listopada 2025CET | Gwatemala |  | Panama |  |
| 13 listopada 2025CET |           |  |        |  |

| 13 listopada 2025CET | Surinam |  | Salwador |  |
| 13 listopada 2025CET |         |  |          |  |

| 18 listopada 2025CET | Panama |  | Salwador |  |
| 18 listopada 2025CET |        |  |          |  |

| 18 listopada 2025CET | Gwatemala |  | Surinam |  |
| 18 listopada 2025CET |           |  |         |  |

## Grupa B
| Lp. | Drużyna           | M | Z | R | P | B+ | B– | +/– | Pkt | Kwalifikacja                                 |       | Jamajka |        | Trynidad i Tobago | Bermudy |
| --- | ----------------- | - | - | - | - | -- | -- | --- | --- | -------------------------------------------- | ----- | ------- | ------ | ----------------- | ------- |
| 1   | Jamajka           | 0 | 0 | 0 | 0 | 0  | 0  | 0   | 0   | Awans na Mistrzostwa Świata 2026             |       |         | 18 lis | 9 wrz             | 14 paź  |
| 2   | Curaçao           | 0 | 0 | 0 | 0 | 0  | 0  | 0   | 0   | Możliwy awans do baraży interkontynentalnych |       | 10 paź  |        | 14 paź            | 9 wrz   |
| 3   | Trynidad i Tobago | 0 | 0 | 0 | 0 | 0  | 0  | 0   | 0   |                                              |       | 13 lis  | 5 wrz  |                   | 18 lis  |
| 4   | Bermudy           | 0 | 0 | 0 | 0 | 0  | 0  | 0   | 0   |                                              | 5 wrz | 13 lis  | 10 paź |                   |         |

### Mecze
| 6 września 202500:30 CEST | Bermudy |  | Jamajka | Stadion Narodowy, Devonshire Parish |
| 6 września 202500:30 CEST |         |  |         | Stadion Narodowy, Devonshire Parish |

| 6 września 202502:00 CEST | Trynidad i Tobago |  | Curaçao | Hasely Crawford Stadium, Port-of-Spain |
| 6 września 202502:00 CEST |                   |  |         | Hasely Crawford Stadium, Port-of-Spain |

| 10 września 202502:00 CEST | Jamajka |  | Trynidad i Tobago | Independence Park, Kingston |
| 10 września 202502:00 CEST |         |  |                   | Independence Park, Kingston |

| 10 września 202502:00 CEST | Curaçao |  | Bermudy | Ergilio Hato Stadium, Willemstad |
| 10 września 202502:00 CEST |         |  |         | Ergilio Hato Stadium, Willemstad |

| 10 października 2025CEST | Curaçao |  | Jamajka |  |
| 10 października 2025CEST |         |  |         |  |

| 10 października 2025CEST | Bermudy |  | Trynidad i Tobago |  |
| 10 października 2025CEST |         |  |                   |  |

| 14 października 2025CEST | Jamajka |  | Bermudy |  |
| 14 października 2025CEST |         |  |         |  |

| 14 października 2025CEST | Curaçao |  | Trynidad i Tobago |  |
| 14 października 2025CEST |         |  |                   |  |

| 13 listopada 2025CET | Trynidad i Tobago |  | Jamajka |  |
| 13 listopada 2025CET |                   |  |         |  |

| 13 listopada 2025CET | Bermudy |  | Curaçao |  |
| 13 listopada 2025CET |         |  |         |  |

| 18 listopada 2025CET | Jamajka |  | Curaçao |  |
| 18 listopada 2025CET |         |  |         |  |

| 18 listopada 2025CET | Trynidad i Tobago |  | Bermudy |  |
| 18 listopada 2025CET |                   |  |         |  |

## Grupa C
| Lp. | Drużyna   | M | Z | R | P | B+ | B– | +/– | Pkt | Kwalifikacja                                 |       | Kostaryka | Honduras | Haiti  | Nikaragua |
| --- | --------- | - | - | - | - | -- | -- | --- | --- | -------------------------------------------- | ----- | --------- | -------- | ------ | --------- |
| 1   | Kostaryka | 0 | 0 | 0 | 0 | 0  | 0  | 0   | 0   | Awans na Mistrzostwa Świata 2026             |       |           | 18 lis   | 9 wrz  | 13 paź    |
| 2   | Honduras  | 0 | 0 | 0 | 0 | 0  | 0  | 0   | 0   | Możliwy awans do baraży interkontynentalnych |       | 9 paź     |          | 13 paź | 9 wrz     |
| 3   | Haiti     | 0 | 0 | 0 | 0 | 0  | 0  | 0   | 0   |                                              |       | 13 lis    | 5 wrz    |        | 18 lis    |
| 4   | Nikaragua | 0 | 0 | 0 | 0 | 0  | 0  | 0   | 0   |                                              | 5 wrz | 13 lis    | 9 paź    |        |           |

### Mecze
| 6 września 202502:00 CEST | Haiti |  | Honduras | Ergilio Hato Stadium, Willemstad (Curaçao) |
| 6 września 202502:00 CEST |       |  |          | Ergilio Hato Stadium, Willemstad (Curaçao) |

| 6 września 202504:00 CEST | Nikaragua |  | Kostaryka | Estadio Nacional de Fútbol, Managua |
| 6 września 202504:00 CEST |           |  |           | Estadio Nacional de Fútbol, Managua |

| 10 września 202504:00 CEST | Kostaryka |  | Haiti | Stadion Narodowy Kostaryki, San José |
| 10 września 202504:00 CEST |           |  |       | Stadion Narodowy Kostaryki, San José |

| 10 września 202504:00 CEST | Honduras |  | Nikaragua | Estadio Nacional Chelato Uclés, Tegucigalpa |
| 10 września 202504:00 CEST |          |  |           | Estadio Nacional Chelato Uclés, Tegucigalpa |

| 9 października 2025CEST | Honduras |  | Kostaryka |  |
| 9 października 2025CEST |          |  |           |  |

| 9 października 2025CEST | Nikaragua |  | Haiti |  |
| 9 października 2025CEST |           |  |       |  |

| 13 października 2025CEST | Kostaryka |  | Nikaragua |  |
| 13 października 2025CEST |           |  |           |  |

| 13 października 2025CEST | Honduras |  | Haiti |  |
| 13 października 2025CEST |          |  |       |  |

| 13 listopada 2025CET | Haiti |  | Kostaryka |  |
| 13 listopada 2025CET |       |  |           |  |

| 13 listopada 2025CET | Nikaragua |  | Honduras |  |
| 13 listopada 2025CET |           |  |          |  |

| 18 listopada 2025CET | Kostaryka |  | Honduras |  |
| 18 listopada 2025CET |           |  |          |  |

| 18 listopada 2025CET | Haiti |  | Nikaragua |  |
| 18 listopada 2025CET |       |  |           |  |

## Ranking drużyn z drugich miejsc
| Lp. | Gr. | Drużyna  | M | Z | R | P | B+ | B– | +/– | Pkt | Kwalifikacja                         |
| --- | --- | -------- | - | - | - | - | -- | -- | --- | --- | ------------------------------------ |
| 1   | A   | Salwador | 0 | 0 | 0 | 0 | 0  | 0  | 0   | 0   | Awans do baraży interkontynentalnych |
| 2   | B   | Curaçao  | 0 | 0 | 0 | 0 | 0  | 0  | 0   | 0   | Awans do baraży interkontynentalnych |
| 3   | C   | Honduras | 0 | 0 | 0 | 0 | 0  | 0  | 0   | 0   |                                      |